# George Lambert
Pour les articles homonymes, voir George Lambert (homonymie) et Lambert.
George Lambert, né le 1er septembre 1928 à Hampton (Iowa) et mort le 30 janvier 2012, est un pentathlonien américain.

## Palmarès

### Jeux olympiques
- 1956 à Melbourne
  -  Médaille d'argent par équipes
- 1960 à Rome
  -  Médaille de bronze par équipes [1]